# Liste der Kulturdenkmäler in Langweiler (bei Lauterecken)
In der Liste der Kulturdenkmäler in Langweiler sind alle Kulturdenkmäler der rheinland-pfälzischen Ortsgemeinde Langweiler aufgeführt. Grundlage ist die Denkmalliste des Landes Rheinland-Pfalz (Stand: 6. September 2022).

## Einzeldenkmäler
| Bezeichnung    | Lage                            | Baujahr                           | Beschreibung                                                            | Bild            |
| -------------- | ------------------------------- | --------------------------------- | ----------------------------------------------------------------------- | --------------- |
| Kriegerdenkmal | Oberdorf, auf dem Friedhof Lage | erste Hälfte des 20. Jahrhunderts | Kriegerdenkmal 1914/18 von L. Devauze, Lauterecken, nach 1945 erweitert | Fotos hochladen |